# اولریکو گیراردی
اولریکو گیراردی (انگلیسی: Ulrico Girardi; ۳ ژوئیهٔ ۱۹۳۰ – ۱۸ دسامبر ۱۹۸۶)از برندگان مدال‌های بازی‌های المپیک اهل ایتالیا بود.